# Mariajo Uribe
María José "Mariajo" Uribe Durán (San Juan de Girón, 27 de fevereiro de 1990) é uma jogadora colombiana de golfe profissional que atualmente disputa os torneios do LPGA Tour desde 2010.

## Carreira
Aos 17 anos, conquista o título do Campeonato Feminino de Golfe Amador dos Estados Unidos, derrotando Amanda Blumenherst por uma tacada de vantagem, tornando-se a única latina-americana a conseguir tal feito. Jogou golfe na Universidade UCLA, onde foi uma das selecionadas em 2008 e 2009 para integrar a equipe All American.
No dia 29 de maio de 2011, Uribe vence a Copa HSBC Brasil, torneio LPGA não oficial, ao derrotar a australiana Lindsey Wright por uma tacada de vantagem.
Uribe conquista a medalha de ouro nos Jogos Pan-Americanos de Toronto em 2015 e a de prata nos Jogos Sul-Americanos de 2014, em Santiago, no Chile.

## Rio 2016
No golfe dos Jogos Olímpicos de Verão de 2016, realizados no Rio de Janeiro, Brasil, terminou sua participação na competição de jogo por tacadas individual feminino na décima nona posição, com 281 tacadas (70-71-74-66), três abaixo do par, representando Colômbia.

## Vitórias profissionais (1)
- Copa HSBC Brasil, em 2011 (torneio LPGA não oficial)